# Orbisonia
Orbisonia es un borough ubicado en el condado de Huntingdon en el estado estadounidense de Pensilvania. En el año 2000 tenía una población de 425 habitantes y una densidad poblacional de 1,849.5 personas por km².

## Geografía
Orbisonia se encuentra ubicado en las coordenadas 40°14′36″N 78°53′36″O / 40.24333, -78.89333.

## Demografía
Según la Oficina del Censo en 2000 los ingresos medios por hogar en la localidad eran de $25,000 y los ingresos medios por familia eran $38,333. Los hombres tenían unos ingresos medios de $31,250 frente a los $20,625 para las mujeres. La renta per cápita para la localidad era de $16,911. Alrededor del 11% de la población estaba por debajo del umbral de pobreza.